# Ченова (Империја)
Ченова је насеље у Италији у округу Империја, региону Лигурија.
Према процени из 2011. у насељу је живело 61 становника. Насеље се налази на надморској висини од 557 м.